# Acacia platycarpa
Acacia platycarpa — вид квіткових рослин з родини бобових. Ареал: Австралія (Північна територія, Квінсленд, Західна Австралія).

## Середовище
Зустрічається на червоних піщаних ґрунтах у піндані, а також на дюнах, пагорбах і скелястих виступах.

## Біоморфологічна характеристика
Росте у вигляді куща або дерева заввишки 1,5–10 метрів з шорсткою або тріщинуватою корою. Цвіте квітками від кремового до жовтого кольору з грудня по червень.